# San Maurizio Canavese
Pour les articles homonymes, voir Canavese.
San Maurizio Canavese est une commune italienne de la ville métropolitaine de Turin, dans la région Piémont.

## Administration
| Période                                  | Période    | Identité       | Étiquette | Qualité |
| ---------------------------------------- | ---------- | -------------- | --------- | ------- |
| 29 mai 2007                              | 8 mai 2012 | Roberto Canova |           |         |
| 8 mai 2012                               | En cours   | Paolo Biavati  |           |         |
| Les données manquantes sont à compléter. |            |                |           |         |

### Hameaux
Ceretta, Malanghero

### Communes limitrophes
San Carlo Canavese, San Francesco al Campo, Cirié, Leinì, Robassomero, Caselle Torinese

### Jumelages
- General Cabrera (Argentine)